# Lukov (kraj zliński)
Lukov – gmina w Czechach, w powiecie Zlin, w kraju zlińskim. Według danych z dnia 1 stycznia 2012 liczyła 1737 mieszkańców.

## Zabytki
Lukov jest znany z gotyckiego zamku Lukov. Jest to ruina jednego z największych i najstarszych grodów morawskich.
Zobacz też:
- Lukov